# Chaâbane Aït Abderrahim
Chaâbane Aït Abderrahim, né en 1939 dans la wilaya de Tiaret, est un moudjahid durant la Révolution algérienne, puis 10e wali d'Alger après l'indépendance, et meurt le 26 décembre 2009 dans sa ville natale.

## Biographie
Aït Abderrahim Chaâbane a poursuivi des études de droit à la faculté de Ben Aknoun.
Il a exercé tour à tour, comme haut cadre au ministère des Moudjahidine, secrétaire général du Conseil national économique et social et du ministère du Tourisme.
Il rejoignit à la fin des années 1970, le corps préfectoral où il exerça comme wali de M'sila, de Constantine et d'Alger jusqu'en 1986.
Il apporta à la ville d'Alger une dimension qualitative et une touche esthétique.

## Fonctions
| N° | Fonction            | Début             | Fin              |
| -- | ------------------- | ----------------- | ---------------- |
| 01 | Wali de M'Sila      |                   | 30 novembre 1980 |
| 02 | Wali de Constantine | 1er décembre 1980 | 30 janvier 1984  |
| 03 | Wali d'Alger        | 30 janvier 1984   | 7 mai 1986       |